# Petunia Pig
Petunia Pig è la fidanzata di Porky Pig, personaggio dei Looney Tunes.

## Storia

### 1937-1939
Petunia venne introdotta dall'animatore Frank Tashlin nel 1937 nel corto Porky's Romance, parodia del cartoon di Walt Disney del 1932 Mickey's Nightmare (in cui Topolino sposa la sua fidanzata di lunga data Minnie).
Tashlin fa diventare il personaggio di Petunia un membro regolare dei cartoni di Porky Pig e nel '37 fa parte di altri due film, Le ultime volontà dello zio (nel quale è però identificata come sorella di Porky) e Porky's Double Trouble. Nello storyboard del cortometraggio Una festa di compleanno si nota che la presenza di Petunia fosse inizialmente prevista, ma in seguito fu sostituita da un altro personaggio. Nel 1939 comparve nel film Naughty Neighbours.
Nelle sue apparizioni cinematografiche, Petunia appariva fisicamente molto simile a Porky, ma con un corpo più snello e un volto eccessivamente truccato; in Naughty Neighbours il personaggio fu ridisegnato per essere ancora più somigliante alla sua controparte maschile, e fu dotata di lunghe trecce nere. Fu doppiata da Bernice Hansen e di Shirley Reed.
Negli anni '40 la fama di Porky Pig calò drasticamente in favore di quella di altri personaggi come Bugs Bunny e Daffy Duck; il personaggio fu quindi relegato al ruolo di spalla, e la produzione di cortometraggi con lui quale protagonista rallentò drasticamente fino a esaurirsi nel decennio successivo. Di conseguenza Petunia Pig non comparve più in alcun cortometraggio.

### 1939-2002
Nonostante la sua scarsa presenza in ambito cinematografico, Petunia rimase un personaggio ricorrente nell'universo dei Looney Tunes: tra 1941 e 1984 apparve in numerose storie a fumetti della Dell Comics.

### 2002-2005
Petunia viene ripresa nel 2002 nella serie di animazione Baby Looney Tunes (2002-2005), apparendo in diversi episodi assieme a molti altri personaggi in giovane "età".

### 2013-presente
Petunia compare di nuovo in The Looney Tunes Show dove incontra Porky Pig e quest'ultimo se ne innamora.
Compare poi come protagonista in alcuni episodi della serie animata Looney Tunes Cartoons e ha un ruolo di una dei protagonisti nel film d'animazione del 2024, intitolato Un'avventura spaziale - Un film dei Looney Tunes (insieme a Daffy Duck e Porky Pig).